# Jinja (stad)
Jinja is een stad in het oosten van Oeganda, ongeveer 90 kilometer ten noordoosten van de hoofdstad Kampala. Het ligt op de oostelijke oever van het Victoriameer. Even buiten Jinja ontspringt de rivier de Nijl. Jinja is de hoofdstad van het district Jinja en het is tevens de hoofdstad van het koninkrijk Busoga. In deze regio woont voornamelijk het Bantoevolk. Lusoga en Luganda zijn de voornaamste talen die gesproken worden.

## Economie
Jinja heeft ongeveer 110.000 inwoners en het gemiddelde maandinkomen per hoofd van de bevolking ligt rond de 70 euro. De regio waar de stad ligt is beroemd om zijn vruchtbare gronden en de overvloedige regenval. Landbouw is dan ook de grootste industrietak, maar metaalbewerkingsfabrieken, leer- en papierfabrieken doen het ook steeds beter. En omdat het een haven aan het Victoriameer heeft, is de visindustrie ook een grote werkvoorziening.

## Religie
Sinds 1966 is Jinja de zetel van een rooms-katholiek bisdom.  